# Adonisea aleucis
Adonisea aleucis là một loài bướm đêm trong họ Noctuidae.